# Mehovci
Mehovci (szerbül: Меховци), település Bosznia-Hercegovinában, a Bosanska Krajina keleti részén, Čelinac községben, a Szerb Köztársaságban. 

## Fekvése
A település Bosznia-Hercegovina északi részén, Banja Lukától légvonalban 12, közúton 21 km-re délkeletre, községközpontjától légvonalban 7, közúton 13 km-re délnyugatra, a Mehovski-patak völgyében és a környező dombokon, 315-440 méteres tengerszint feletti magasságban fekszik.

## Népessége

### A település népessége
| Nemzetiségi csoport | Népesség 1991 | Népesség 2013 |
| ------------------- | ------------- | ------------- |
| Szerb               | 70            | 10            |
| Bosnyák             | 196           | 1             |
| Horvát              | 0             | 0             |
| Jugoszláv           | 0             | 0             |
| Egyéb               | 0             | 0             |
| Összesen            | 266           | 11            |

## Története
A térség 1878-ig tartozott az Oszmán Birodalomhoz, ekkor a berlini kongresszus határozata alapján az Osztrák-Magyar Monarchia része lett. 1879-ben az első osztrák-magyar népszámlálás során a Banja Luka-i járáshoz tartozó településnek 21 háztartása, 103 muszlim és 80 ortodox lakosa volt. 1910-ben a Banja Luka-i járáshoz tartozó településen 34 háztartást és 100 muszlim lakost találtak. A monarchia szétesésével 1918-ban előbb a Szerb-Horvát-Szlovén Királyság, majd 1929-től a Jugoszláv Királyság része. 1921-ben a településnek 107 ortodox és 113 muszlim lakosa volt. Az 1929-es törvény értelmében, amikor Bosznia-Hercegovinát négy banovinára, Drinskára, Vrbaskára, Zetskára és Primorskára osztották, a település a Vrbaska banovina része lett, amelynek székhelye Banja Luka volt Jugoszlávia megszállása után a Független Horvát Állam (NDH) része lett. A boszniai háború idején a falu lakosait a boszniai szerbek elűzték. Amint lakosai 1992 augusztusában elhagyták a falut, a boszniai szerbek az ingatlanokat kifosztottak és házakat gyújtottak fel. Csak a boszniai szerbek által lakott házak nem égtek el. A daytoni békeszerződést követő területfelosztásnál a település Čelinac község részeként a Szerb Köztársaság területéhez került. 